# Saint-Pierre-la-Mer

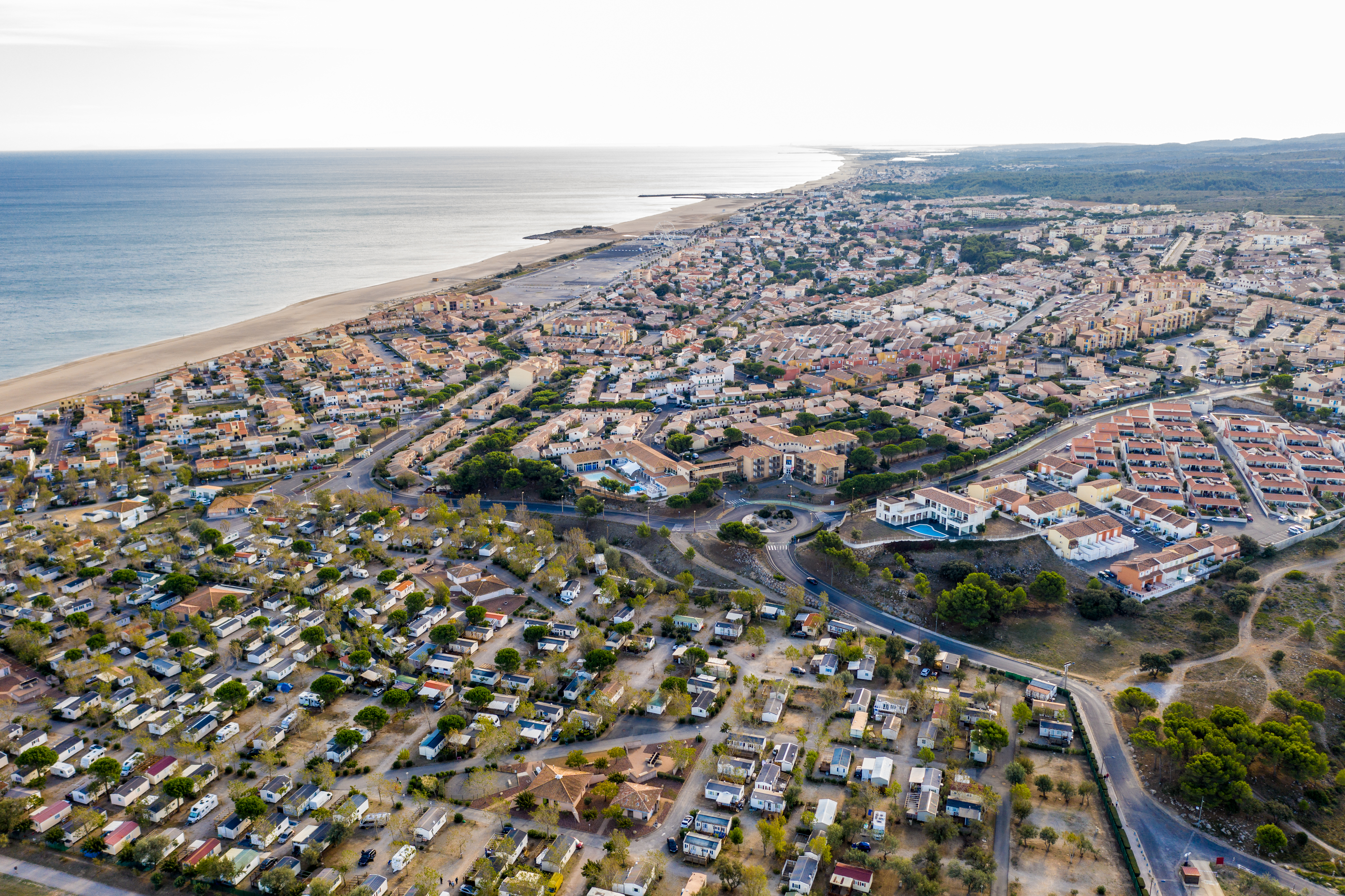
Saint-Pierre-la-Mer, Luftaufnahme, 2021

Saint-Pierre-la-Mer, auch Saint-Pierre-sur-Mer, ist ein am Mittelmeer gelegener Badeort in Frankreich. Er ist Teil der Gemeinde Fleury im Departement Aude der Region Okzitanien. 

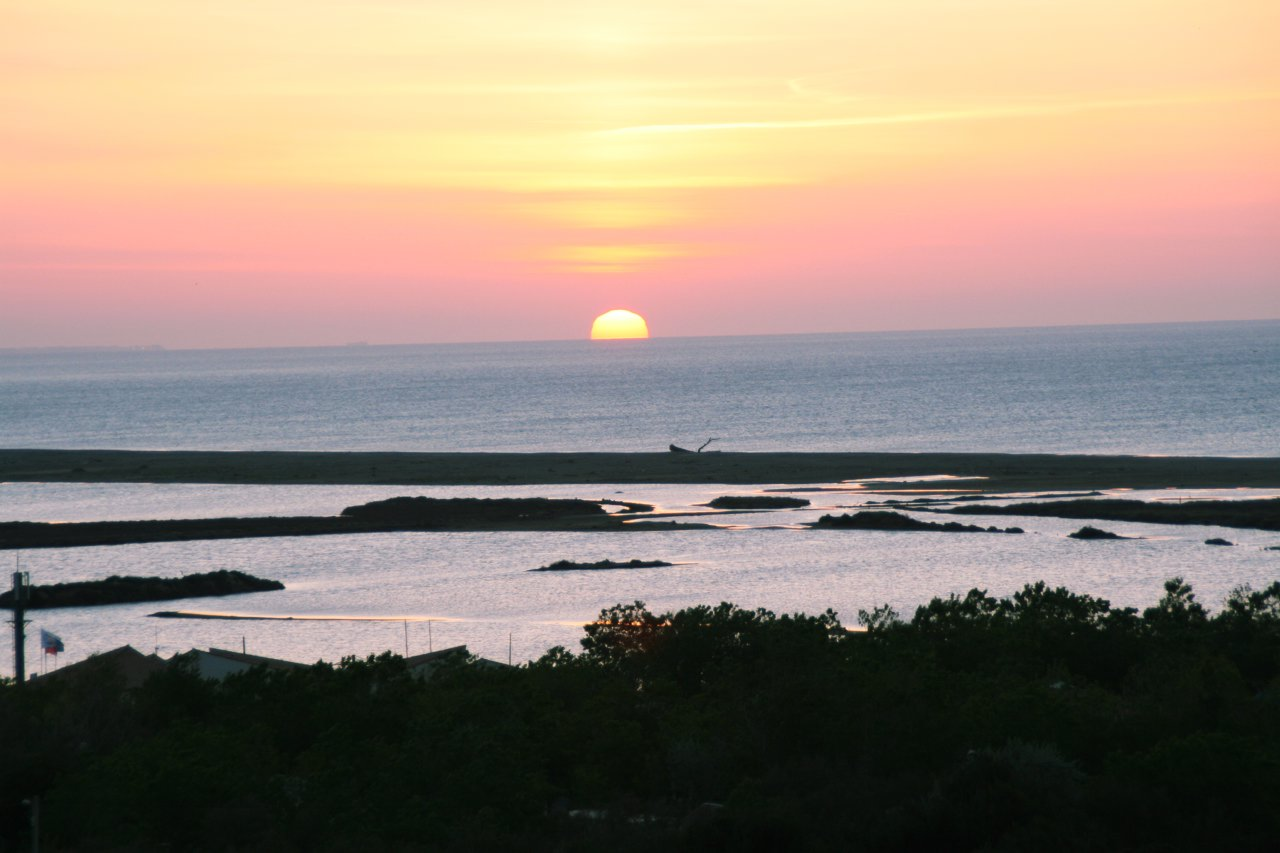
Sonnenaufgang am Strand von Saint-Pierre-la-Mer

## Geographie
St-Pierre-la-Mer ist das Seebad der historischen Winzergemeinde Fleury, zu der noch Cabanes-de-Fleury gehört, das alte Fischerdorf an der Mündung der Aude. Fleury liegt etwa gleich weit von den Städten Narbonne und Béziers entfernt und die Autobahn A9 „La Languedocienne“ tangiert den Ort nördlich.
Die sandfarbenen Häuser von St-Pierre-la-Mer erstrecken sich am Abhang des Küstengebirges La Clape zwischen Strand, dem Regionalen Naturpark Narbonnaise en Méditerranée und ausgedehnten Weinfeldern nordöstlich des Seebades der Stadt Narbonne, Narbonne-Plage.

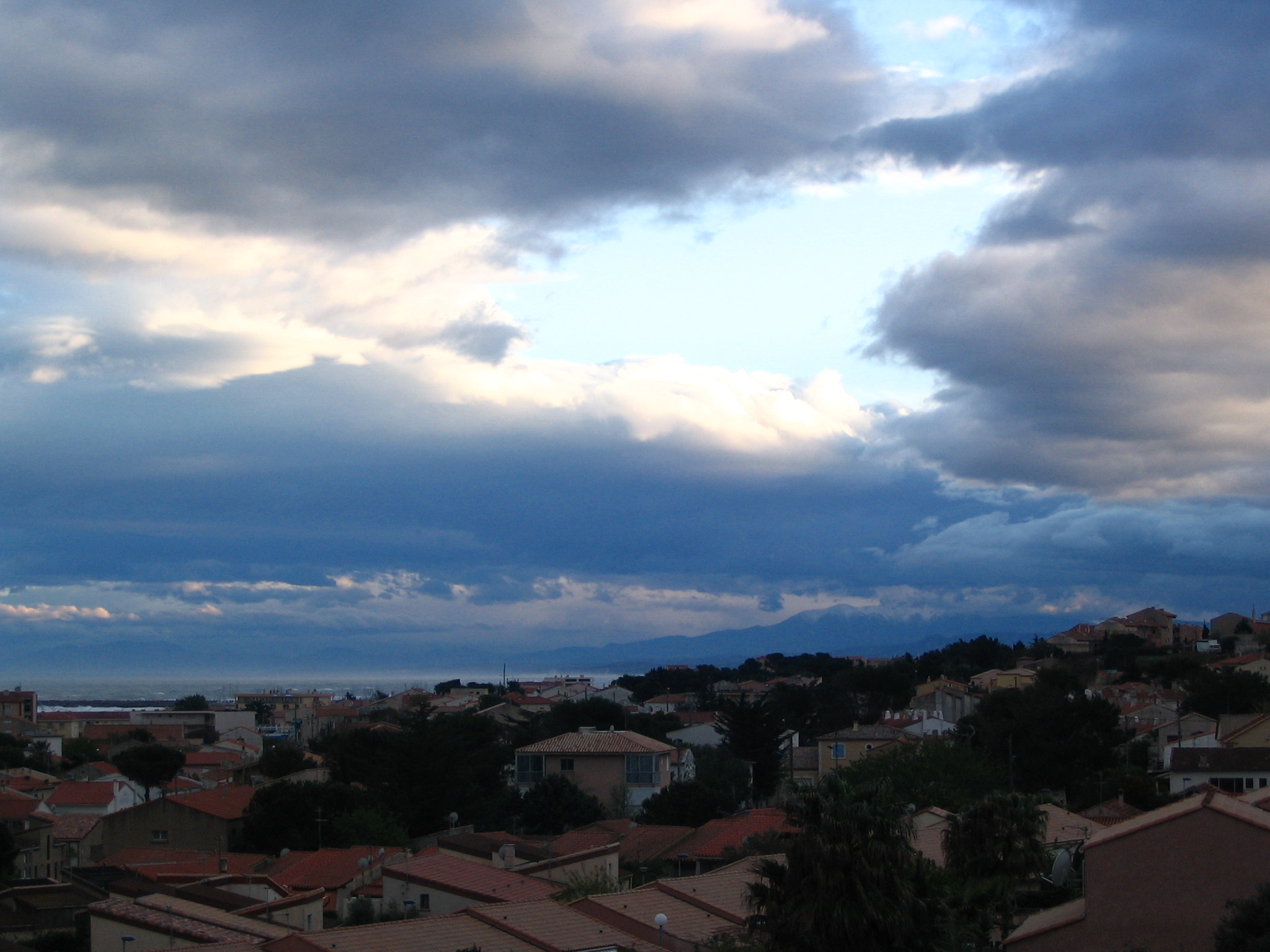
Abendstimmung in Saint-Pierre-la-Mer

## Klima
Das Languedoc-Roussillon wird durch das ausgeglichene Mittelmeerklima geprägt, das sowohl warmes Frühjahr als auch heißen Sommer sowie milden Herbst und Winter mit sich bringt. Im Frühjahr und Herbst weht häufig ein starker Wind aus dem Inland über die Küstenberge, die Tramontane. Große Dürre ist in dieser Region in jedem Sommer zu erwarten. Nicht selten sind es auch Waldbrände, von der Tramontane immer wieder angefacht, mit denen die Anwohner zu kämpfen haben. Die durchschnittlichen Tagestemperaturen liegen im Département Aude im Januar bei 14 Grad Celsius, im Sommer sind durchschnittliche Temperaturen von 25 bis 28 Grad Celsius üblich.

## Geschichte
Ausgedehnte Funde von antiken Ruinen unter dem heutigen Hôtel des Pins belegen, dass der Ortsmittelpunkt von Saint-Pierre-la-Mer schon vor 2000 Jahren ein bei den Römern beliebter Platz war. Im Mittelalter ließ der Vizegraf von Narbonne, Pedro Manrique de Lara († 1202), eine erste Kirche errichten und die kleine Siedlung durch einen Wachturm gegen die damals häufigen Überfälle sichern.
Gleichzeitig wurde Saint-Pierre eine Kommandantur (commanderie) des Johanniterordens und damit einer seiner wirtschaftlichen und strategischen Stützpunkte wie so viele Siedlungen jener Zeit am Ufer des Mittelmeers. Die Legende erzählt von einem Fundament, das die Tempelritter unter ihrer Kapelle ausgegraben hätten. Die genaue Lage dieses Fundaments ist heutzutage nicht mehr bekannt.
Das erste Haus, das nachweislich dem Schutz der Johanniter diente, liegt an dem idyllischen Platz, der heute noch St-Pierre-la-Garrigues heißt.

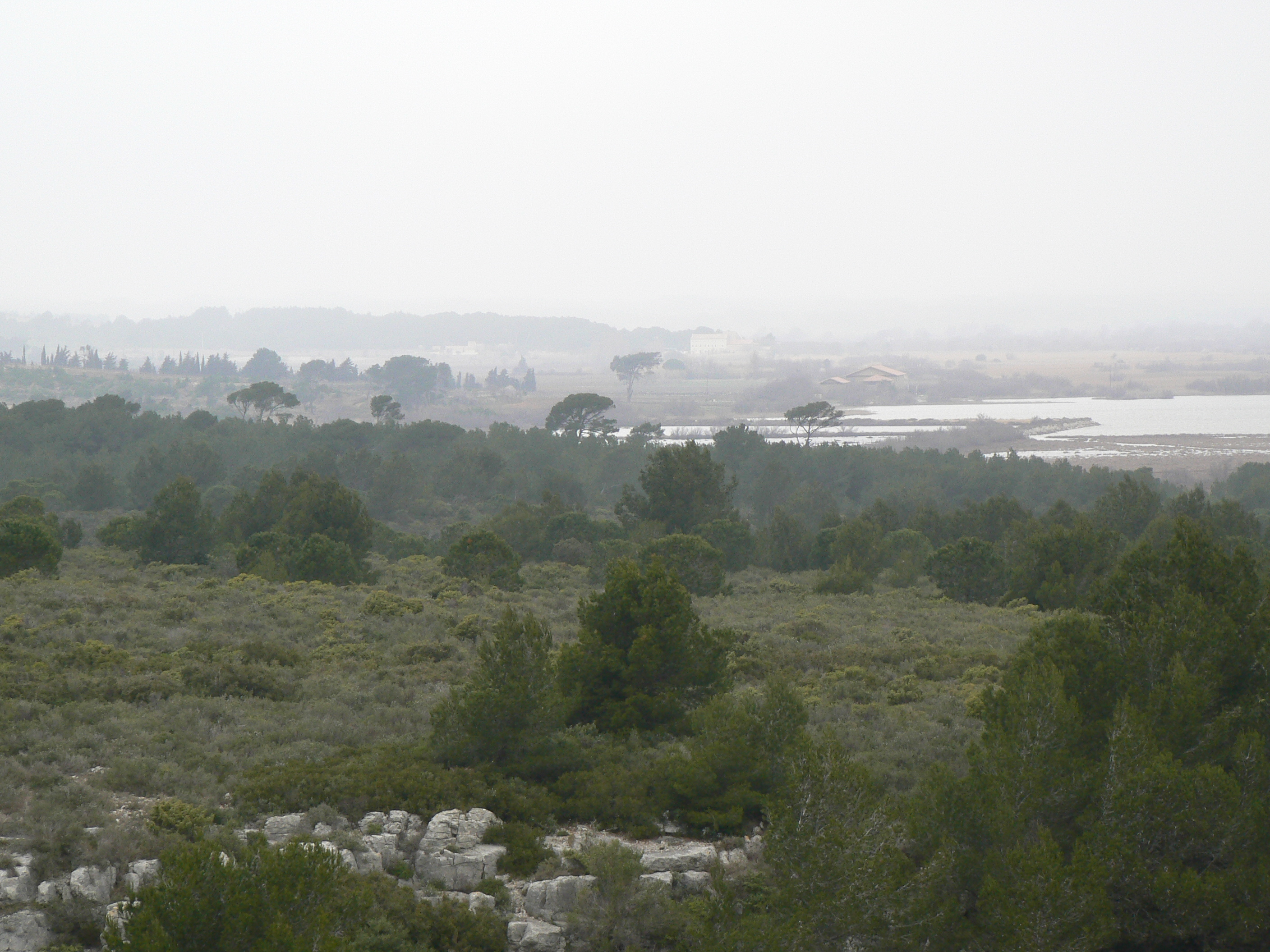
Les Garrigues und les Etangs

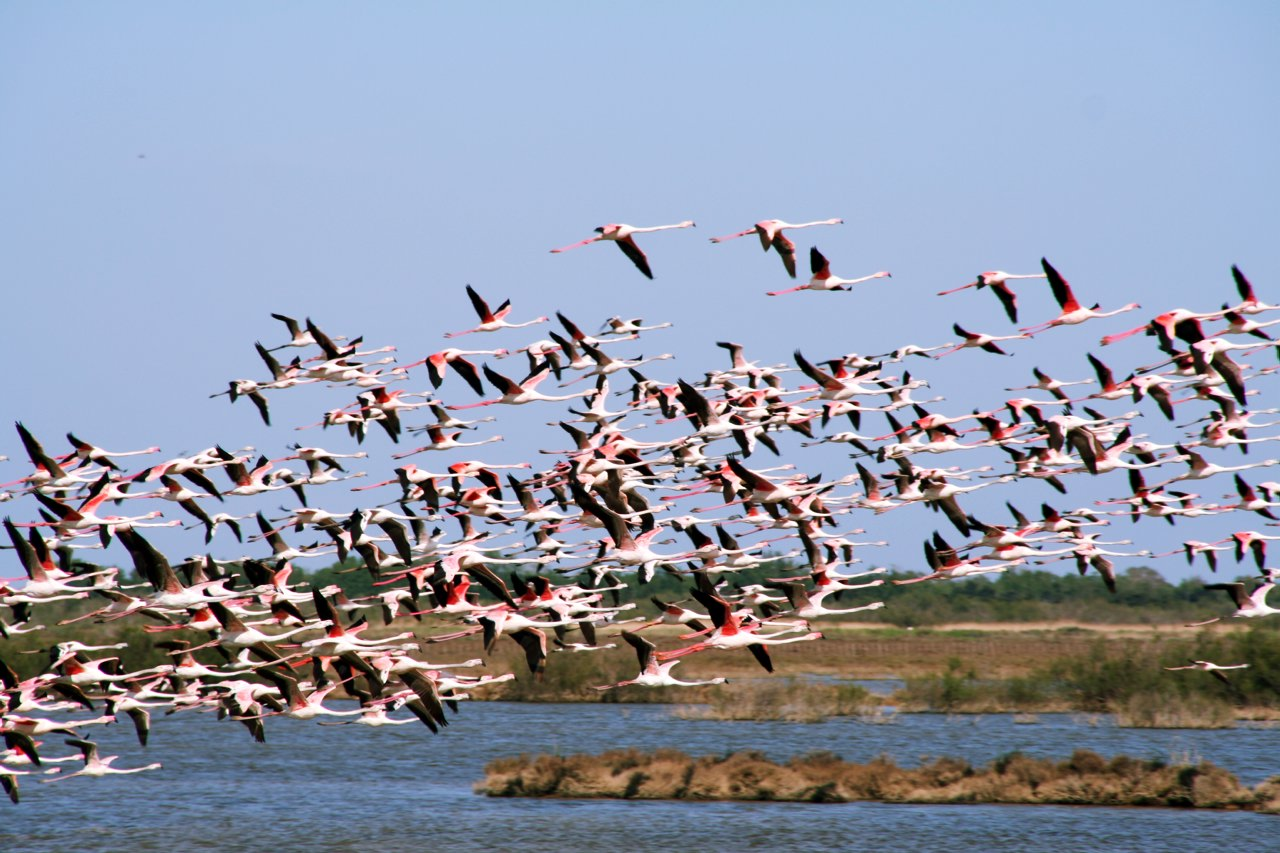
Flamingos in den Etangs

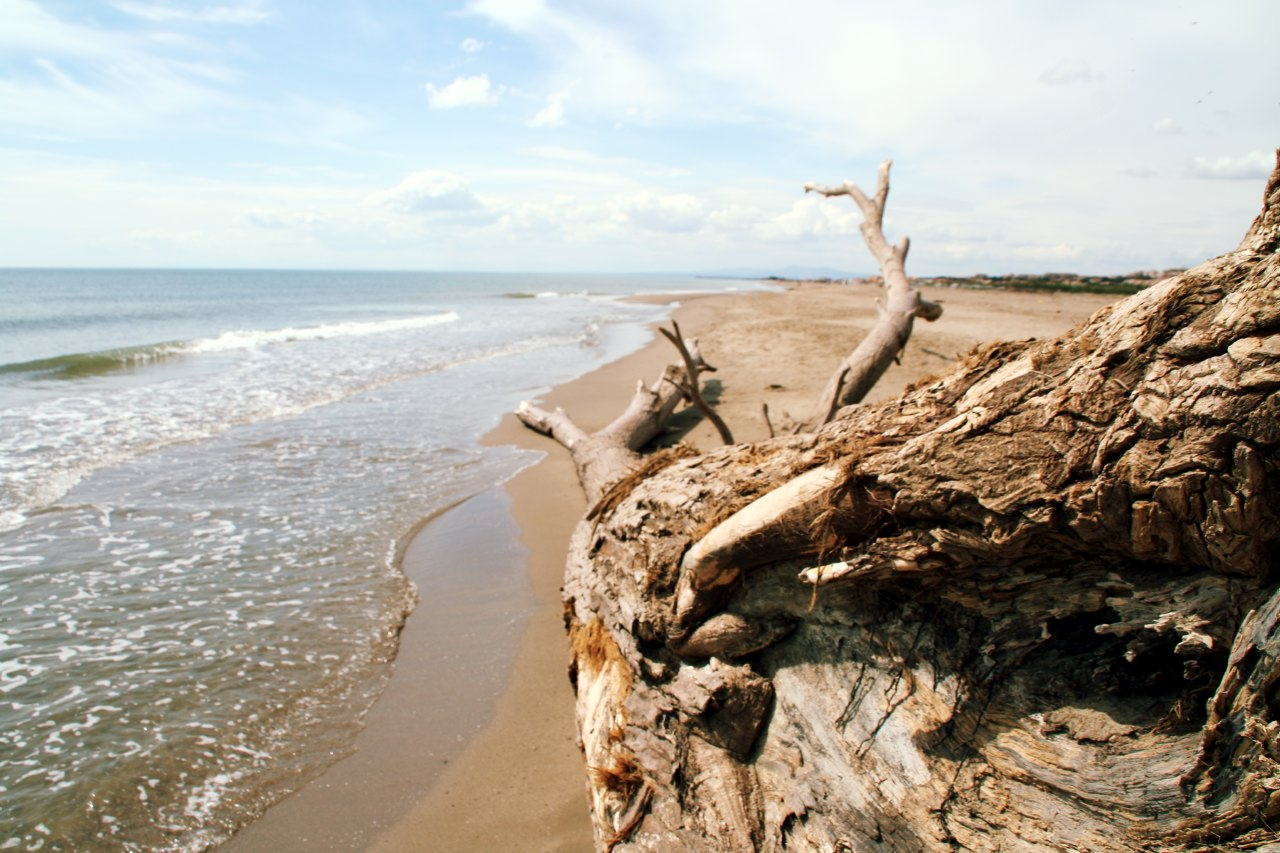
Der weite Strand von Saint-Pierre-la-Mer

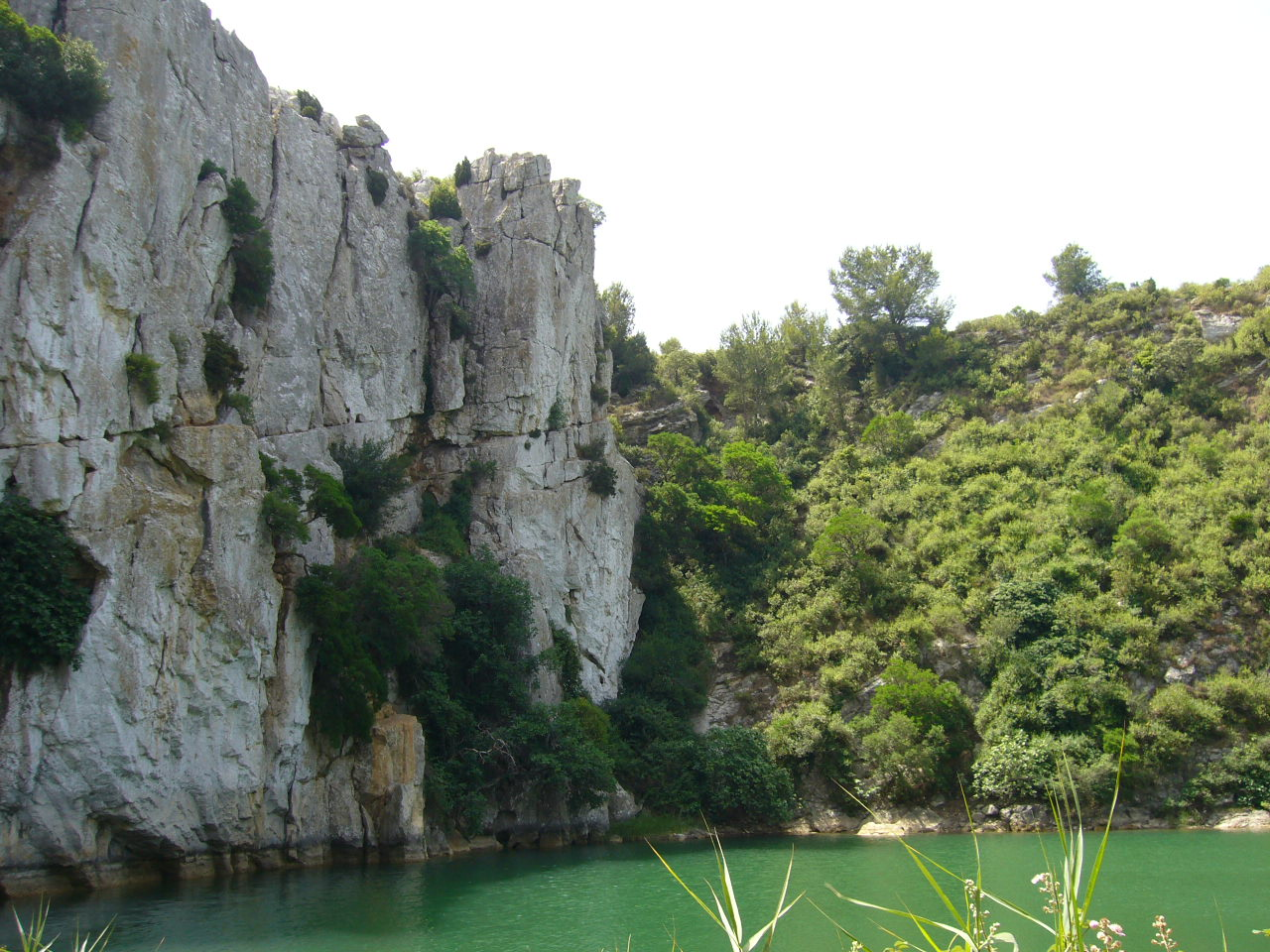
L’Œil-Doux – „das sanfte Auge“

Schon 1846 belegt ein Gemeindeplan die Existenz eines „Hôtel des Bains“. In der Zeit vor dem Zweiten Weltkrieg wurden am Strand entlang einfache Behausungen gebaut, doch die deutschen Truppen evakuierten die Küste, zerstörten die Gebäude und legten gegen eine eventuelle Invasion Verteidigungsstellungen an, deren Reste heute noch am Strand und in der Garrigue zu sehen sind. Die Hauptstraße St-Pierres ist nach Pierre Brossolette benannt, einem der Köpfe der Resistance, der in Gefangenschaft der Gestapo zu Tode gekommen ist.
Nach dem Ende des Krieges wurde der Ort wieder aufgebaut und wuchs stetig. In den 1960er Jahren fanden sich am Strand die ersten „wilden“ Camper mit Zelten oder Wohnwagen und bald setzte ein fast ebenso wilder Bauboom ein.
1963 beendete und regulierte auf Initiative Präsident de Gaulles der PLAN RACINE die unkontrollierte Bebauung der Küstenzonen im Languedoc. Die baulichen Eingriffe in die Garrigue des Massifs de la Clape bis hinunter zum Strand wurden eingegrenzt und Naturschutzgebiete ausgewiesen.
Heute finden sich ein modernes Hotel, ein Campingplatz und viele Residenzen mit einfachen, zweckmäßigen sowie exklusiven Ferienhäusern und Ferienwohnungen harmonisch eingebettet zwischen dem langen flach abfallenden Sandstrand und dem weitläufigen Naturschutzgebiet aus den Salzebenen der Etangs und den immergrünen Hügeln der Garrigue. Zusätzlich finden die Naturliebhaber und Naturisten einen etwas außerhalb liegenden FKK-Campingplatz Grande Cosse mit moderner Ausstattung und einem ca. 1,5 km langen Sandstrand.
So entwickelte sich Saint-Pierre-la-Mer zu einem Badeort, der dem Gast nicht nur einen 6,5 Kilometer langen Strand aus feinem Sand, sondern auch alles Wünschenswerte für erholsame Ferien am Mittelmeer bietet.

## Wirtschaft
Saint-Pierre-la-Mer bietet eine Vollversorgung mit diversen Handwerkern, Bankfilialen, Restaurants und Bistros, Supermärkten und Boutiquen, Wein-, Fisch- und Immobilienhändlern, Post, Tankstelle, Autowerkstatt, Waschsalon, Zeitungsladen, Baumarkt und Apotheke. Im Sommer kommen noch eine Strandbar und der große tägliche Markt hinzu.

## Sport
Neben Baden im Mittelmeer oder in einem der zahlreichen Pools in den Feriensiedlungen bietet St-Pierre-la-Mer viele Möglichkeiten, Sport zu treiben. Die Garrigue lädt zum Wandern ein, das Mittelmeer zum Surfen, Motorbootfahren oder Segeln. Auf den Etangs kann man Segeln oder Windsurfen lernen oder einen Kurs in Kite-Surfing belegen. Am Strand kann Beach-Volleyball gespielt, an der Mündung der Aude oder im Meer geangelt werden. Gut ausgebaute Radwege laden zum Fahrradfahren ein, auf dem Tennisplatz kann gegen eine geringe Gebühr alles ausgeliehen werden, was man zum Tennis braucht. Ganz in der Nähe ist ein Reiterhof, wo Pferde gemietet werden können.

## Naturdenkmäler
- Etang de Pissevache
- Gouffre de l’Œil-Doux
- Strände von Saint-Pierre-la-Mer und Cabanes-de-Fleury

## Filme
- La Tulipe Noir (Die schwarze Tulpe), 1963, Regie: Christian-Jaque, Darsteller: Alain Delon
- Un Village en Campagne, 2008, Regie: Yves Jeuland, Dokumentarfilm